# Flash Gordon (serial telewizyjny)
Flash Gordon  (2007–2008) – amerykańsko-kanadyjski serial typu science fiction nadawany przez stację Sci Fi od 10 sierpnia 2007 r. W Polsce nadawany przez stację Sci Fi Channel od 14 września 2008. Serial wyprodukowany został przez Flash Films i Reunion Pictures.

## Opis fabuły
Serial został stworzony na podstawie komiksu o tym samym tytule.
Eric Johnson wciela się w rolę gwiazdy sportu - Stevena "Flasha" Gordona, który przeżywa liczne galaktyczne przygody. Tunel czasoprzestrzenny przenosi Flasha, jego dawną miłość Dale Arden (Gina Holden) oraz ekscentrycznego naukowca, doktora Hansa Zarkova (Jody Racicot), na planetę Mongo. Tam Steven szuka swojego ojca, który rzekomo zginął w płomieniach, gdy Gordon był dzieckiem. Najprawdopodobniej jednak ojciec zniknął w tunelu czasoprzestrzennym. Odnalezienie rodzica utrudnia Flashowi jego wróg, bezwzględny dyktator Ming (John Ralston).

## Obsada
- Eric Johnson jako Steven "Flash" Gordon
- Gina Holden jako Dale Arden
- Karen Cliche jako Baylin
- Jody Racicot jako Dr. Hans Zarkov
- John Ralston jako Ming
- Anna van Hooft jako Princess Aura
- Panou jako Nick Gilmore
- Giles Panton jako Joe Wylee
- Jonathan Lloyd Walker jako Rankol
- Jill Teed jako Norah Gordon
- Carmen Moore jako Joely Lavant
- Craig Stanghetta jako Terek
- Steve Bacic jako Prince Barin
- Ty Olsson jako Prince Vultan
- Jody Thompson jako Queen Azura

## Spis odcinków
| Premiera odcinka | N/o | Polski tytuł                 | Angielski tytuł    |
| ---------------- | --- | ---------------------------- | ------------------ |
|                  |     |                              |                    |
| SERIA PIERWSZA   |     |                              |                    |
|                  |     |                              |                    |
| 14.09.2008       | 01  | Pilot                        | Pilot Episode      |
| 14.09.2008       | 02  | Pilot                        | Pilot Episode      |
|                  |     |                              |                    |
| 21.09.2008       | 03  | Duma                         | Pride              |
|                  |     |                              |                    |
| 21.09.2008       | 04  | Plaga                        | Infestation        |
|                  |     |                              |                    |
| 28.09.2008       | 05  | Zabójca                      | Assassin           |
|                  |     |                              |                    |
| 28.08.2008       | 06  | Wzlot                        | Ascension          |
|                  |     |                              |                    |
| 05.10.2008       | 07  | Źródło życia                 | Life Source        |
|                  |     |                              |                    |
| 05.10.2008       | 08  | Sojusznicy                   | Alliances          |
|                  |     |                              |                    |
| 12.10.2008       | 09  | Odkrycie                     | Revelations        |
|                  |     |                              |                    |
| 12.10.2008       | 10  | Póki śmierć nas nie rozłączy | Till Death         |
|                  |     |                              |                    |
| 19.10.2008       | 11  | Teoria spisku                | Conspiracy Theory  |
|                  |     |                              |                    |
| 19.10.2008       | 12  | Dziwnym trafem               | Random Access      |
|                  |     |                              |                    |
| 26.10.2008       | 13  | Sekrety i kłamstwa           | Secrets and Lies   |
|                  |     |                              |                    |
| 26.10.2008       | 14  | Smutek                       | Sorrow             |
|                  |     |                              |                    |
| 02.11.2008       | 15  | Wstawaj i pracuj             | Stand and Deliver  |
|                  |     |                              |                    |
| 02.11.2008       | 16  | Własność                     | Possession         |
|                  |     |                              |                    |
| 09.11.2008       | 17  | Gęściejszy od wody           | Thicker Than Water |
|                  |     |                              |                    |
| 09.11.2008       | 18  | Odpływy i przypływy          | Ebb and Flow       |
|                  |     |                              |                    |
| 16.11.2008       | 19  | Zrzut                        | Blame              |
|                  |     |                              |                    |
| 16.11.2008       | 20  | Zimny dzień w piekle         | Cold Day in Hell   |
|                  |     |                              |                    |
| 23.11.2008       | 21  | Rewolucja                    | Revolution         |
| 23.11.2008       | 22  | Rewolucja                    | Revolution         |
|                  |     |                              |                    |